# نبيب
نُبَيْب في علم الأحياء، النُّبَيب هو مصطلح عام يشير إلى أنبوب صغير أو نوع مشابه من البنية. تحديدًا، يمكن أن يشير النُّبيْب إلى:
- أنبوب صغير أو هيكل ناسوريّ.
- أنبوب دقيق مبطّن بنسيج طلائي غدّي.[1]
- أي جسم أسطواني مجوف.
- قناة دقيقة في تراكيب أو أعضاء مختلفة من الجسم.[2]
- قناة تشريحية ممدودة رفيعة السُّمك.[3]
- أنبوب دقيق، خاصة في البنية التشريحية.

## أمثلة على النُّبيبات
- النُّبيبات التَّجميعيّة: القنوات الطرفية للكليون.[4][5]

- النُّبيبات الكوفيريّة: مجموعات من الأنابيب اللزجة الموجودة في قاعدة الشجرة التنفسية، والتي قد يتم تفريغها بواسطة بعض خيار البحر (الهولوثوريون) عند تحفيزها ميكانيكيًا (أي كونها مهددة من قبل حيوان مفترس).[6]

- النُّبيبات السّنية أو القنوات السّنية (نفيق العظم): قنوات دقيقة في عاج السن تمتد من تجويف اللب إلى الملاط أو المينا.[7]
- النُّبيب المُلتوي البعيد: الجزء الملتوي من النيفرون الفقاري الذي يقع بين التواء هنلي والجزء غير الإفرازي من النيفرون والذي يهتم بشكل خاص بتركيز البول.[3]
- النُّبيبات النّاقلة للّبن أو القنوات اللّبنيّة: قنوات صغيرة لمرور الحليب من الخلايا المفرزة في الغدة الثديية إلى الحلمة.[7]
- التواء هنلي: الجزء الطويل على شكل حرف U من النُّبيبات الكلوية ، ويمتد عبر النُّخاع من نهاية النُّبيبات الملتوية القريبة. يبدأ بالطرف النازل (الذي يشتمل على النُّبيب المستقيم القريب والنُّبيب الرفيع) ، يليه الطرف الصاعد (النُّبيب المستقيم البعيد) ، وينتهي عند النُّبيبات الملتوية البعيدة.[2]
- نُبيبات مالبيغي: أي من الأعضاء المفرزة في الحشرات التي تقع في جوف البطن وتفرغ في الموصل بين المعى الأوسط والمعي الخلفي.[8]
- نُبيبات الكُلوة المتوسطة: نبيبات تتألف من الكلية المتوسطة أو الكلية المؤقتة من السلى.
- نُبيبات الكُلوة التالية: تتألف من الكلية الدّائمة من السلى.[7]
- النُّبيبات الدقيقة: نُبيب صغير مجهريًا.[2]
- النُّبيب المُلتوي القريب: جزء من النيفرون يقع بعد الكبيبة مباشرة.
- النُّبيبات الكلوية: القنوات الدقيقة المكونة من الغشاء القاعدي والمبطنة بالنسيج الطلائي، التي تكوّن مادة الكلى وتفرز البول، وتعيد امتصاصه، وتقوم بتجميعه وايصاله، تشمل النُّبيب الملتوي القريب، التواء هنلي (حلقة النيفرون التي تحتوي على النُّبيب المستقيم القريب، والنُّبيبات الرقيقة النازلة والصاعدة، والنُّبيبات المستقيمة البعيدة) والنُّبيبات الملتوية البعيدة.[7]
- النُّبيبات المنوية: أي من الأنابيب الطويلة الملتوية العديدة في الخصية وهي المواقع التي تنضج فيها الحيوانات المنوية.[2]
- نُبيبات T: الأنابيب العرضيّة داخل الخلايا التي تنتشر من غشاء الخلية وتحيط بالألياف العضلية للنظام T للعضلات الهيكلية والقلبية، وتعمل كمسار لانتشار الإثارة الكهربائية داخل الخلية العضلية.
- القصبة الهوائية: النُّبيبات التي تشكل الجهاز التنفسي لمعظم الحشرات والعديد من العناكب.
- النبيبات البولية: أي من الأنابيب الصغيرة التي تكون وحدات إفرازية للكلية الفقارية.
- مسار Uveoscleral: نُبيب يستنزف الرطوبة المائية الزائدة.
- القنوات الصادرة: نبيبات ملتوية تبدأ من الشبكة الخصوية إلى الأسهر وتشكل رأس البربخ.[2]
- عناقيد حويصلية أنبوبية بينجهاز غولجي والشبكة الإندوبلازمية تساعد في النقل.[9]